# ¿De qué están hechas las niñas pequeñas?
"¿De qué están hechas las niñas pequeñas?" es el episodio número 7 en ser transmitido y el número 9 en ser producido de la primera temporada de Star Trek: La serie original. Fue transmitido el 20 de octubre de 1966. Fue repetido dos meses más tarde el 22 de diciembre de 1966, y fue el primer episodio de la serie en ser repetido por la NBC. Fue escrito por Robert Bloch y dirigido por James Goldstone. El título del episodio fue tomado de la cuarta línea de la canción infantil del siglo XIX What Are Little Boys Made Of? (en inglés, ¿De qué están hechos los muchachitos?).
En la versión Bluray publicada el 28 de abril de 2009 por la Paramount, ASIN: B001TH16DS, el título de este episodio en el audio en español es dado como ¿De qué están hechas las mujercitas?.
Resumen: La enfermera Chapel busca a su novio desaparecido hace mucho tiempo, y descubre su plan secreto para conquistar la galaxia.

## Trama
En la fecha estelar 2712.4, la USS Enterprise, bajo el mando del capitán James T. Kirk, viaja al planeta helado Exo III para ir a buscar al exobiólogo, Dr. Roger Korby. Korby es el novio de la asistente temporal del Dr. McCoy, la enfermera Christine Chapel, y se le conoce como el "Louis Pasteur de la medicina arqueológica". Chapel ha estado buscando a su desaparecido amante por algún tiempo, y se unió a la Enterprise solo por esa razón.
A petición de Korby, sólo Kirk y Chapel bajan al planeta. Cuando Korby no está allí para encontrarse con ellos, Kirk hace que dos guardias de seguridad bajen, cuando bajan a las cuevas que existen en este planeta ellos son rápidamente eliminados por un humanoide de gran tamaño. Matthews es empujado a un precipicio y Rayburn es asfixiado. Kirk y Chapel encuentran al doctor viviendo en un complejo de cavernas subterráneo, dejado por una raza extinta que una vez vivió en Exo III. Él se refiere a ellos como "Los Antiguos". Korby le muestra a Kirk y a Chapel una maquinaria que es usada para crear androides. Con la ayuda de Ruk (quien momentos antes ha asesinado a los dos oficiales de seguridad), un androide que aún está funcionando desde los días de Los Antiguos, Korby creó más androides, siendo uno de ellos la atractiva mujer a quien él llama "Andrea".
Chapel reconoce al ayudante de Korby, el Dr. Brown, pero se sorprende cuando él no la reconoce. En realidad, Brown también es un androide creado como un prototipo para el diabólico plan de Korby que reemplazará a las personas claves en la Federación con duplicados androides bajo su control.
Korby mantiene a Chapel a su lado, pero aprisiona a Kirk y hace un androide que lo duplica exactamente. Cuando el androide de Kirk es creado, éste repite continuamente "¡No se entrometa, Spock. Estoy cansado de su interferencia mestiza! ¿Me escuchó?". El androide de Kirk es tan parecido a éste que puede engañar a Chapel. El androide de Kirk incluso sabe el nombre del hermano, George Samuel Kirk, a quien sólo él llama "Sam".
Korby hace que el duplicado de Kirk sea transportado a bordo de la Enterprise con órdenes de ir a Minas V para comenzar a introducir a los duplicados androides en toda la galaxia. Korby está convencido de que el duplicado de Kirk engañará a la tripulación de la Enterprise, pero Spock se da cuenta de que algo está mal. Cuando Spock cuestiona las órdenes del Kirk androide, éste repite las palabras insultantes que Kirk repitió durante el proceso de replicación. Spock reúne a un equipo de seguridad y sigue al Kirk androide a la superficie del planeta para investigar qué está pasando.
Mientras tanto, el Kirk verdadero, logra convencer a Ruk de que Korby es una amenaza a su existencia y que debe ser destruido. Excitado, Ruk recuerda que la misma clase de enfrentamiento entre Los Antiguos y los androides llevó a su civilización a la ruina siglos atrás, y concluye que bajo las actuales condiciones, el conflicto nuevamente es inevitable. Korby entra y Ruk lo enfrenta, pero Korby destruye a Ruk con un fáser. Poco después, en una lucha con Kirk, Korby se atrapa la mano en una puerta. Cuando la piel se rompe, para horror de Chapel, revela que también él es un androide.
Creyendo que es el original, Andrea destruye al duplicado de Kirk con un fáser cuando "él" rehúsa besarla.
Se revela que el Dr. Korby, cuando estaba agonizando afectado por un severo congelamiento, transfirió su mente al cuerpo de un androide para poder sobrevivir. Sin embargo, Kirk convence a Korby que él no es nada más que una máquina y que ha perdido su humanidad para siempre. Chapel está disgustada por lo en que su novio se ha convertido y la locura que evidentemente ha resultado de ello. Dándose cuenta de que ella ama a Korby, Andrea lo besa y desesperado, Korby dispara el fáser de Andrea entre los dos cuando están abrazados, destruyéndolos ambos.
Spock llega con una fuerza de seguridad, pero encuentra que la crisis ha pasado, dado que Kirk y Chapel están ahora a salvo. Cuando Spock le pregunta acerca de dónde se encuentra el Dr. Korby, Kirk responde: "El Dr. Korby nunca estuvo aquí". Al final, Chapel decide quedarse en la Enterprise y finalizar su periodo de enlistamiento.

## Producción
El episodio fue escrito por Robert Bloch, pero fue modificado por Gene Roddenberry durante la filmación, dejando a la producción dos días atrasado respecto a lo planificado. Una referencia a los trabajos de H. P. Lovecraft fue hecha brevemente en el guion de Bloch, con su mención a "los Antiguos" y la forma piramidal de las puertas en las cavernas.

## Remasterización del aniversario de los 40 años
Este episodio fue remasterizado en el año 2006 y transmitido el 6 de octubre de 2007 como parte de la remasterización de la Serie Original. Fue precedido una semana antes por la versión remasterizada de "La trampa humana" y seguido una semana más tarde por la versión remasterizada de "La daga de la mente". Además de mejorar el sonido y la imagen, la remasterización también alteró elementos del episodio original. Además de todas las animaciones por computador de la USS Enterprise que es lo normal en las revisiones, los cambios específicos en este episodio incluyen:
- La capa de hielo que cubre al planeta Exo III le fue dada una apariencia de "hielo" más realista.
- Una de las tomas de presentación de la caverna fue modificada.

## Recepción
Zack Handlen de The A.V. Club le dio al episodio una calificación de 'B+', notando que la "trama repetitiva" hizo desaparecer cualquier sentido de amenaza real y que sin Spock o McCoy para interactuar, el personaje de Kirk aparece como menos interesante.